# Первомайское (Нурманбетский айылный аймак)
Первомайское (кирг. Биринчи Май) — село в Ысык-Атинском районе Чуйской области Кыргызстана. Входит в состав Нурманбетского айылного аймака.

## География
Село расположено на севере центральной части области, к югу от Восточного Большого Чуйского канала, на расстоянии приблизительно 13 километров (по прямой) к юго-востоку от города Кант, административного центра района. Абсолютная высота — 855 метров над уровнем моря.

## Население
Согласно оценочным данным Национального статистического комитета Кыргызской Республики, численность населения села на начало 2023 года составляла 1628 человек.
| год     | 2009 | 2014 | 2015 | 2020 | 2021 | 2023 |
| ------- | ---- | ---- | ---- | ---- | ---- | ---- |
| человек | 1371 | 1349 | 1341 | 1544 | 1581 | 1628 |